# عبد العزيز الجبرين
عبد العزيز الجبرين (19 أبريل 1994 -) لاعب كرة قدم سعودي محترف.

## مسيرة اللاعب
بدأ في الفئات السنية في نادي الشباب ثم لعب مع نادي الرائد، ونادي النصر، و نادي الاتحاد و عاد بعدها إلى نادي الرائد. و نادي الباطن و ثم عاد إلى نادي الرائد.

## روابط خارجية
- عبد العزيز الجبرين على موقع قاعدة بيانات كرة القدم.إي يو (الإنجليزية)
- عبد العزيز الجبرين على موقع Soccerway.com (الإنجليزية)